# Shannon Boxx
Shannon Leigh Boxx (Fontana (Californië), 29 juni 1977) is een Amerikaans voormalig voetbalster. Ze won met het Amerikaans voetbalelftal de gouden medaille op de Olympische Zomerspelen 2004 en speelde in 2003 en 2007 voor de Verenigde Staten op het wereldkampioenschap. Ze was een finalist voor de FIFA Player of the Year Award in 2005 en won in 1995 een NCAA Women's Soccer Championship met haar jeugdteam. 
Boxx is de jongere zus van Gillian Boxx, die met het Amerikaanse softbalteam een gouden medaille won op de Olympische Spelen van 1996.

## Clubcarrière
| Jaar        | Club                  |
| ----------- | --------------------- |
| 1994        | Ajax (Los Angeles)    |
| 1999        | Boston Renegades      |
| 1999 - 2000 | 1. FC Saarbrücken     |
| 2000        | Ajax (Los Angeles)    |
| 2001 – 2002 | San Diego Spirit      |
| 2003        | New York Power        |
| 2005        | Ajax (Los Angeles)    |
| 2009        | Los Angeles Sol       |
| 2010        | Saint Louis Athletica |
| 2010        | FC Gold Pride         |
| 2011        | magicJack             |
| 2013        | Chicago Red Stars     |